# 宮海龍魚
宮海龍魚（学名：Heraldia nocturna），为輻鰭魚綱棘背魚目海龍魚科的其中一種，分布於南澳大利亞、新南威爾斯海域，棲息深度可達2-15公尺，體長可達9.2公分，棲息在岩礁區，夜行性，白天在洞穴或岩架下上下顛倒游泳，卵胎生。